# Махдиев, Абумуслим Алиевич
Абумусли́м Али́евич Махди́ев (род. 15 августа 2001) — российский самбист, чемпион России среди юношей 2019 года по самбо, серебряный призёр первенства мира 2019 года по самбо, чемпион (2022) и серебряный призёр (2023) чемпионата России по пляжному самбо, чемпион мира по пляжному самбо 2023 года, мастер спорта России (2020). Выступает в весовой категории до 71 кг. Наставником Махдиева является М. Н. Нурбагандов.

## Чемпионаты России
- Чемпионат России по пляжному самбо 2022 — ;
- Чемпионат России по пляжному самбо 2023 — ;